# Clark Gable
William Clark Gable (n. 1 februarie 1901, Cadiz⁠(d), Ohio, SUA – d. 16 noiembrie 1960, Los Angeles, California, SUA) a fost unul din marii actori americani de film, cunoscut și ca The King of Hollywood (Regele Hollywood-ului) sau simplu The King (Regele). Gable și-a început cariera ca actor de teatru și a apărut în filme mute între 1924 și 1926 și a progresat cu roluri mai importante în câteva filme în 1931. În anul următor a primit primul sau rol principal.
Gable a câștigat Premiul Oscar pentru cel mai bun actor pentru S-a întâmplat într-o noapte (1934), a fost nominalizat pentru rolul principal din Revolta de pe Bounty (1935) și pentru cel mai cunoscut rol al său, Rhett Butler, din Pe aripile vântului (1939).
Gable a avut succes comercial și critic în filme ca: Frumoasa din Saigon (Red Dust) (1932), Melodrama din Manhattan (1934), San Francisco (1936), Saratoga (1937), Oraș în plină expansiune (Boom Town) (1940), Agenți de publicitate (The Hucksters) (1947), Întoarcerea lui Ulise (Homecoming) (1948) și Inadaptații (The Misfits) (1961), care a fost ultima sa apariție pe ecran.
Gable a apărut alături de unele dintre cele mai populare actrițe ale vremii: Joan Crawford, alături de care a jucat în 8 filme; Myrna Loy a lucrat cu el de 7 ori și a jucat cu Jean Harlow în 6 producții. A jucat cu Lana Turner în 4 filme și în câte 3 filme cu Norma Shearer și Ava Gardner. Ultimul film al lui Gable, Inadaptații (1961), alături de Marilyn Monroe, a fost de asemenea ultima ei apariție pe ecran.
Gable este considerat ca fiind unul dintre actorii cu cel mai mare succes la box-office din istorie.

## Viața și cariera

### Începuturile vieții
William Clark Gable s-a născut în Cadiz, Ohio. Părinții săi au fost William Henry "Will" Gable (1870–1948) și Adeline (née Hershelman; 1869–1901). A fost botezat William după tatăl lui, dar chiar și în copilărie i se spunea de obicei Clark. Când avea 6 luni mama sa l-a botezat catolic. Mama sa a murit când Gable avea 10 luni, posibil din cauza unei tumori pe creier. Tatăl lui Gable a refuzat să îl crească catolic, provocând o dispută între el și familia răposatei sale soții. Disputa s-a rezolvat când familia tatălui său a fost de acord ca Gable să petreacă timp cu unchiul său Charles Hershelman și soția sa la ferma lor din Vernon Township, Pennsylvania.
În aprilie 1903, tatăl lui Gable s-a căsătorit cu Jennie Dunlap (1874–1924), dar cuplul nu a avut copii.
Jennie cânta la pian și îi dădea fiului ei vitreg lecții acasă. L-a crescut pe Gable să fie bine îmbrăcat și îngrijit; el ieșea în evidență dintre ceilalți copii. Lui Gable îi plăcea să repare mașini cu tatăl său; la 13 ani era singurul băiat din trupa de bărbați din oraș. Chiar dacă tatăl lui Gable a insistat ca acesta să facă lucruri  bărbătești , ca vânătoarea sau munca fizică grea, Gable iubea literatura.
În 1917, când Gable era la liceu, tatăl său a avut probleme financiare și a decis să se mute cu familia într-o fermă în Ravenna, Ohio, lângă Akron.
Gable nu s-a acomodat și, în ciuda insistențelor tatălui său, a plecat să lucreze la o fabrică în Akron.

### Începuturile carierei
La 17 ani, Gable a fost inspirat să devină actor după ce a văzut piesa The Bird of Paradise, dar a început să lucreze când a împlinit 21 de ani după ce a moștenit o sumă de bani. Mama sa vitregă murise, iar tatăl său se mutase în Tulsa. Gable a lucrat la câteva teatre nu foarte populare, continuând să lucreze în vânzări.
Profesoara lui de teatru, Josephine Dillon (cu 17 ani mai în vârstă), a plătit pentru a-i repara dinții și să-i aranjeze părul. L-a învățat să-și controleze postura și să-și antreneze vocea subțire să devină mai joasă.

### Scena și filmele mute
În 1924, cu ajutorul financiar al lui Dillon, cei doi au plecat la Hollywood unde aceasta a devenit managerul său - și soția sa.
El și-a schimbat numele de scenă din  W. C. Gable în Clark Gable. A jucat câteva filme mute, dar, cum nu i s-au oferit roluri importante s-a întors pe scenă. Între 1927-28 a jucat multe roluri în Huston a câștigat multă experiență și a devenit un idol local. Gable s-a mutat apoi în New York și Dillon i-a găsit de lucru pe Broadway. A primit critici pozitive în Machinal; '' E tânăr, viguros și brutal de masculin '' a scris criticul de la Morning Telegraph.

### Începutul succesului
În 1930, Gable a semnat un contract cu MGM (Metro-Goldwyn-Mayer Studios). În primul său rol într-un film sonor The Painted Desert (1931) a atras fanii cu vocea și aspectul său puternic; studioul a observat.
În 1930 Gable și Dillon erau divorțați. După câteva zile, Gable s-a căsătorit cu Maria Franklin Prentiss Lucas Langham, poreclită "Ria". După ce s-au mutat în California, s-au căsătorit din nou în 1931 din cauza diferențelor de cerințe legale ale statului.
Gable a ajuns la Holywood în momentul potrivit, deoarece MGM căuta să se extindă în staruri masculine. La început Gable a avut roluri secundare, de obicei că rău-făcători.
Susținut de popularitatea să crescândă, MGM l-a asociat frecvent cu actrițe cunoscute. Joan Crawford l-a cerut pentru a-i fi costar în filmul Dance, Fools, Dance(1931). Și-a construit faima în filme ca A Free Soul (1931), Susan Lenox (Her Fall and Rise) (1931) sau Possessed (1931).
În curând Gable a devenit cel mai important actor al MGM, în special datorită celor 6 filme ale sale cu Jean Harlow.
MGM făcut o înțelegere cu Columbia Pictures, unde Gable a fost trimis.

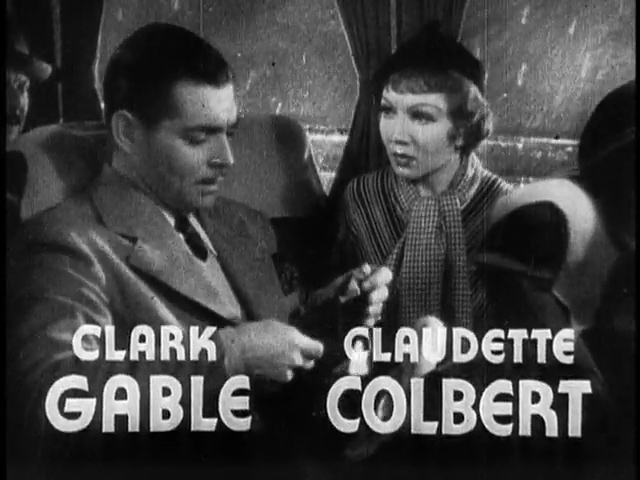
Gable și Claudette Colbert în S-a întâmplat într-o noapte

Gable și Claudette Colbert au câștigat Premiul Oscar pentru cel mai bun actor și pentru cea mai bună actriță pentru apariția lor în filmul S-a întâmplat într-o noapte.
Gable s-a întors la MGM mai faimos ca niciodată.
A fost nominalizat la Academy Award pentru rolul său în Mutiny on the Bounty (1935).

### Pe aripile Vântului
În ciuda reticenței sale de a juca rolul, Gable este cunoscut cel mai bine după apariția sa în filmul Pe Aripile Vântului, în care l-a jucat pe Rhett Butler pentru care a câștigat o nominalizare Oscar pentru cel mai bun actor.
Prima opțiune a producătorului David O. Selznick a fost Gary Cooper. Cooper a refuzat rolul lui Rhett Butler spunând că filmul va fi un mare esec și că se bucură că Gable ,și nu el, va cădea. De atunci, Selznick a fost determinat să-l angajeze pe Gable, împrumutându-l de la MGM.

### Căsătoria cu Carole Lombard
Mariajul lui Gable cu a treia sa soție, Carole Lombard, (1908–1942) a fost cea mai fericită perioadă a vieții sale personale. S-au întâlnit în cursul filmărilor pentru No Man of Her Own în 1932 când Lombard era căsătorită cu actorul William Powell, dar s-au îndrăgostit în 1936. După ce Gable care era încă căsătorit cu ''Ria'' a divorțat, aceștia s-au căsătorit. Căsătoria a avut loc în  Kingman, Arizona la data de 29 martie 1939. Cuplul a trăit la o moșie în California.
În 16 ianuarie 1942, Lombard a murit din cauza prăbușirii avionului cu care se întorcea acasă.
La o lună după înmormântarea soției sale, Gable s-a întors la studio pentru a filma alături de Lara Turner filmul Somewhere I'll Find You. Pierzând 20 kg de la tragedie, era evident că Gable era devastat fizic și emoțional. Dar Turner a declarat că el a rămas un profesionist pe parcursul filmărilor.
O să mai joace în 27 de filme și se va recăsători de două ori '' Dar nu a mai fost nicioadată același '' a spus  Esther Williams '' A fost devastat de moartea lui Carole ''

### Al Doilea Război Mondial
După moartea lui Lombard, Gable s-a alăturat U.S. Army Air Forces.
Adolf Hitler a oferit o recompensă mare pentru oricine i l-ar putea aduce pe Gable nevătămat.
Gable a ajuns major și a fost premiat cu  Distinguished Flying Cross, Air Medal, American Campaign Medal, European-African-Middle Eastern Campaign Medal și World War II Victory Medal.

### După Al Doilea Război Mondial
Gable a avut relații cu diferite celebrități după război.
Primul film al lui Gable după terminarea războiului, Adventure (1945), alături de partenera sa nepotrivită,  Greer Garson, a fost un eșec.
După cel de-al treilea divorț al lui Joan Crawford, cei doi au trăit împreună pentru o perioadă scurta de timp. Gable a fost aclamat pentru rolul său în The Hucksters (1947).
A urmat o scurtă relație cu Paulette Goddard. În 1949, Gable s-a căsătorit cu  Sylvia Ashley, dar au divorțat în 1952.
Gable a devenit nemulțumit de rolurile ''mediocre'' oferite de MGM și a început să lucreze independent în 1953.  Primele sale două filme în această situație Soldier of Fortune și The Tall Men (amândouă în 1955) au fost profitabile, dar succesul a fost modest.
În 1955, Gable s-a căsătorit a 5-a oară cu Kay Spreckels (née Kathleen Williams), actriță și model.
În 1955, Gable a înființat o companie de producție cu  Jane Russell și soțul acesteia. Prima și ultima producție a lui Gable a fost The King and Four Queens (1956).
A jucat apoi în Band of Angels (1957); filmul a fost un dezastru. A urmat filmul Teacher's Pet (1958), care a fost destul de bun pentru a-i mai aduce alte oferte, incluzând Run Silent, Run Deep (1958) care a câștigat comentarii pozitive. Gable a primit oferte de la televiziuni, dar le-a refuzat direct.
Urmatoarele doua filme au fost comedii: But Not for Me (1959) și It Started în Naples (1960) cu Sophia Loren. Cea de-a doua nu a fost bine-primită de critici, dar a avut un succes box-office și a avut nominalizări la Academy Award și două Golden Globes. A fost ultimul film color al lui Gable.
Ultimul său film a fost The Misfits (1961) în care a jucat alături de Marilyn Monroe. Mulți critici au spus că a fost cea mai bună interpretare a lui Gable și acesta a fost de acord.

### Doi copii
Clark Gable a avut o fiică în urma relației sale cu Loretta Young, dar aceasta a declarat că fiica a fost adoptată. Fata a fost numită Judy Lewis deoarece mama ei s-a căsătorit cu Tom Lewis când ea avea 4 ani. Gable a vizitat-o o dată când avea 15 ani, dar nu i-a spus că el era tatăl ei biologic. Publicul a crezut că fata era fiica lui Gable datorită asemănării fizice. Young i-a spus fiicei sale despre tatăl său biologic când Gable era mort de 5 ani, iar Judy avea 31 de ani. Judy Lewis a murit din cauza cancerului la 25 noiembrie 2011.
Cea dea 5-a soție a lui Gable i-a oferit un fiu care s-a născut la 20 martie 1961, după moartea sa.

## Filmografie
Gable a jucat în 13 filme între  1924 - 1930. Apoi a apărut în 67 de filme lansate cinematografic; în rolul său în 17 scurtmetraje; de asemenea a apărut în filmul de propagandă Combat America produs de United States Army Air Forces (despre al doilea război mondial).

## Deces
Clarck Gable a murit la Hollywood Presbyterian Hospital la 16 noiembrie 1960. Este înmormântat la The Great Mausoleum din Forest Lawn Memorial Park în Glendale, California, alături de a treia lui soție, Carole Lombard.